# Kuvi
Ne doit pas être confondu avec Kuvi (République démocratique du Congo).
Le kuvi est une  langue dravidienne, parlée par environ 300 000 Aborigènes de la tribu des Kondhs, à la frontière des États de l'Andhra Pradesh et de l'Orissa en Inde.

## Phonologie
Les tableaux présentent les phonèmes vocaliques et consonantiques du kuvi.

### Voyelles
|         | Antérieure                  | Centrale                    | Postérieure                 |
| ------- | --------------------------- | --------------------------- | --------------------------- |
| Fermée  | i [i] iː [iː] ĩ [ĩ] ĩː [ĩː] |                             | u [u] uː [uː] ũ [ũ] ũː [ũː] |
| Moyenne | e [e] eː [eː] ẽ [ẽ] ẽː [ẽː] |                             | o [o] oː [oː] õ [õ] õː [õː] |
| Ouverte |                             | a [a] aː [aː] ã [ã] ãː [ãː] |                             |

### Consonnes
|              |              | Bilabiales | Dentales | Alvéolaires | Alvéolaires | Alvéolaires | Rétrofl. | Vélaires | Glottales |
| ------------ | ------------ | ---------- | -------- | ----------- | ----------- | ----------- | -------- | -------- | --------- |
| Centrales    | Latérales    | Bilabiales | Dentales | Palatales   |             |             | Rétrofl. | Vélaires | Glottales |
| Occlusives   | Sourdes      | p [p]      | t [t]    |             |             |             | ṭ [ʈ ]   | k [k]    | ʔ [ʔ]     |
| Occlusives   | Sonores      | b [b]      | d [d]    |             |             |             | ḍ [ɖ ]   | g [ɡ]    |           |
| Affriquées   | Sourdes      |            |          |             |             | c [ t͡ʃ ]    |          |          |           |
| Affriquées   | Sonores      |            |          |             |             | j [ d͡ʒ]     |          |          |           |
| Fricatives   | Sourdes      |            |          | s [s]       |             |             |          |          |           |
| Fricatives   | Sonores      | v [v]      |          |             |             |             |          |          |           |
| Nasales      | Nasales      | m [m]      |          | n [n]       |             |             | ṇ [ɳ]    | ṅ [ŋ]    |           |
| Liquides     | Liquides     |            |          |             | l [l]       |             |          |          |           |
| Roulées      | Roulées      |            |          | r [r]       |             |             | ṛ [ɽ]    |          |           |
| Semi-voyelle | Semi-voyelle |            |          |             |             | y [ j]      |          |          |           |

## Sources
- (en) Reddy, Joy, Kuvi Grammar, Mysore, Central Institute of Indian Languages, 1979.
- (en) Reddy, Ramakrishna B., et Susheela P. Upadhyaya, Joy Reddy, Kuvi Phonetic Reader, Mysore, Central Institute of Indian Languages, 1974.
- (en) Reddy, Ramakrishna B., et Joy Reddy, B.P. Mahapatra, Kuvi-Oriya-English Dictionary, Mysore, Central Institute of Indian Languages, 1995  (ISBN 81-7342-025-4)